# Trichoderma reesei
Trichodérma reései (лат.) — вид грибов-аскомицетов, относящийся к роду триходерма (Trichoderma) семейства гипокрейные (Hypocreaceae). Ранее это название относилось только к анаморфной стадии гриба, а телеоморфа именовалась Hypócrea jecorína.
Активный продуцент целлюлаз, используемый в промышленности.

## Описание
Телеоморфа образует коричневую строму 1,5—2,7 мм в диаметре с перитециями. Перитеции 185—210 × 110—145 мкм.
Колонии на агаре с 2 % солодовым экстрактом на 4-е сутки 5,5—7 см в диаметре. Реверс жёлто-зелёный. Конидиальное спороношение позднее, в небольших подушечках, в светло-жёлто-зелёных тонах.
Колонии на картофельно-декстрозном агаре (PDA) быстрорастущие, выделяют в среду ярко-жёлтый водорастворимый пигмент. Имеется тенденция к образованию двух концентрических колец пушистого мицелия в центральной и краевой частях чашки. Конидии в массе жёлто-зелёные, более активно образуются в центральной части колонии. Запах у колоний практически не выражен.
Конидиеносцы с длинной центральной веточкой и короткими боковыми, обычно дополнительно не разветвлёнными. Фиалиды цилиндрические либо слегка вздутые, 5,5—8 × 2—3,7 мкм. Конидии светло-зелёные, эллипсоидальные до почти шаровидных, 3,5—4,5 × 2,8—4 мкм, гладкостенные, у изолятов, полученных с телеоморфных экземпляров, более вытянутые — 5,5—7,5 × 2,8—4 мкм.

## Экология и значение
Преимущественно тропический вид, в умеренных регионах отмечаемый крайне редко. Впервые описан с Соломоновых островов. Встречается исключительно на разлагающейся древесине.
Широко известный продуцент внеклеточных целлюлаз и гемицеллюлаз.
В 2017 году геном типового штамма Trichoderma reesei QM6a был полностью отсеквенирован. QM6a был выделен в 1942 году с Соломоновых островов, все используемые в биотехнологии в настоящее время штаммы произошли вследствие мутаций этого штамма, вызванных воздействием радиации с помощью линейного ускорителя (их целлюлолитическая активность превышает первоначальную в 2—4 раза).

## Таксономия
Назван по имени Элвина Томаса Риза (Elwyn T. Reese), первооткрывателя вида.
Trichoderma reesei E.G.Simmons, Abstr. Second Int. Mycol. Congr. M-Z 618 (1977), protected name.